# Centro histórico del Cuzco
El Centro histórico del Cuzco, denominado también como Zona Monumental del Cusco es el casco histórico de la ciudad del Cusco, Perú. La zona fue declarada en 1972 como «Patrimonio Cultural de la Nación» mediante el Resolución Suprema N° 2900-72-ED. En 1983, durante la VII sesión del comité de Patrimonio de la Humanidad de la UNESCO, se resolvió declarar esta zona como Patrimonio Cultural de la Humanidad estableciendo una zona central que constituye el patrimonio de la humanidad propiamente dicho y una zona de amortiguación.

## Patrimonio cultural de la Nación
El 28 de diciembre de 1972 se expidió la Resolución Suprema del Ministerio de Educación N° 2900-72-ED, la misma que fue publicada en el Diario Oficial El Peruano el 23 de enero de 1973, que declaró como Patrimonio Cultural de la Nación a la Zona Monumental del Cuzco. Esta resolución estableció los límites de la zona urbana:

El área comprendida dentro del perímetro formado por el límite siguiente: A partir de la intersección de la calle Pantipata con la Av. Sol: Av. Sol, Calles Ayacucho, Tecle, Calle Nueva, Ccascaparo, línea del Ferrocarril de Santa Ana, calle Umanchata, el límite norte de la ciudad que incluye las manzanas 50-11, 51-A, 53 y 54 hasta los restos incaicos de Sapantiana, inclusive: calles Quiscapata, Tres Cruces, Urcupata, Lucrepati, Ccolla Calle, Plaza Limacpampa Grande (incluyendo la parte de la Mz. 68 con frente a La Plaza), Av. Tullumayo y calle Pantipata

El 15 de octubre de 1974 se aprobó la Resolución Suprema del Ministerio de Educación N° 505-74-ED, que fuera publicada el 14 de noviembre de 1974 en el Diario Oficial El Peruano. Esta resolución estableció una primera ampliación de la zona declarada como patrimonio al incluir las denominadas manzanas 7-A y 39.
Posteriormente, el 5 de marzo de 1991 se aprobó la Resolución Jefatural del Instituto Nacional de Cultura N° 348-91-INC/J, publicada en el Diario Oficial El Peruano el 18 de marzo de 1991 que estableció una segunda ampliación de la zona monumental, la misma que sigue vigente hasta el día de hoy. 

Es el área comprendida dentro del perímetro formado por el trazo desde la Plaza de San Cristóbal hasta la carretera de Saqsaywaman: continúa hasta el sector de Sapantiana y el encuentro con la prolongación de la calle Tandapata, calle Tres Cruces hasta Paclachapata, y el encuentro con el antiguo camino Inca, carretera Circunvalación, calle Yurac Punco, Jr. Retiro hasta el parque de Huanchac, volviendo este trazo en forma paralela hasta la Av. De la Cultura; Av.  Huayna Cápac, una línea quebrada que corta la manzana, Av. Huáscar, Av. Pachacútec, los límites de la Estación de Ferrocarril de Huanchac hasta el encuentro de las Avs. del Ejército, El Sol y Tulumayo, Av. del Ejército, Av. Grau y Av. Belenpata; prosigue el trazo hasta la calle Bellavista, quiebra y continúa por la calle Rocotopata, se alinea con todo el sector del Cementerio comprendiendo el Antiguo Hospital de los Betlemitas, la calle paralela a una cuadra de calle Almudena hasta encontrar la linea férrea, prosigue el trazo paralelo a calle Umanchata hasta encontrar la línea férrea, el límite del barrio de Santa Ana hasta encontrar la linea férrea, continúa de manera perpendicular a la Av. de la Raza hasta encontrar la Antigua Carretera siguiendo su trazo hasta el encuentro con el río Saphi, carretera a Saqsaywaman hasta la Plaza San Cristóbal. Según plano No. 89-242.

## Patrimonio de la Humanidad

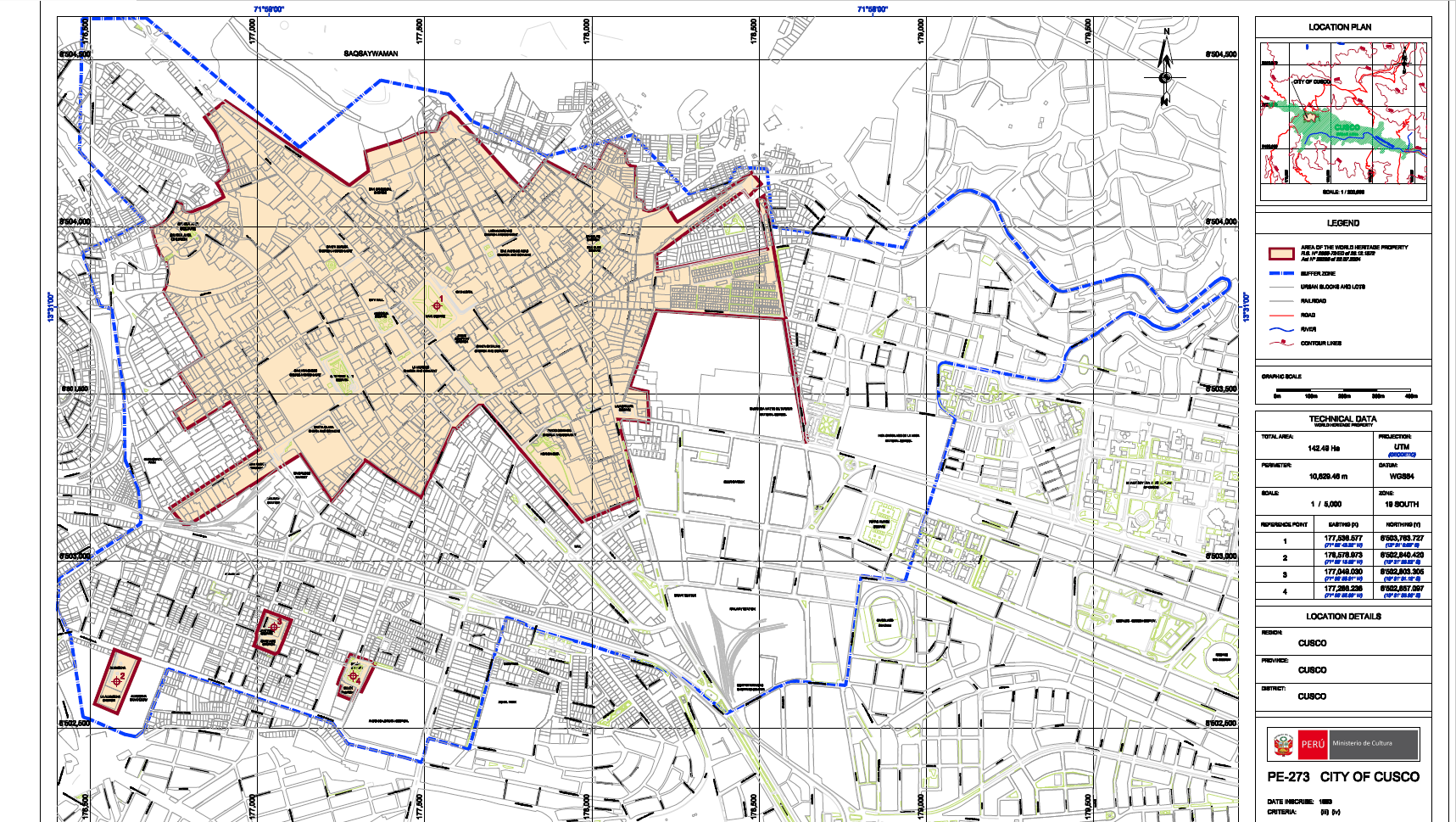
Plano de la ciudad mostrando (en crema con límites rojos) la zona declarada como Patrimonio de la Humanidad y (con línea azul) la zona de amortiguación correspondiente.

En 1983, durante la VII sesión del comité de Patrimonio de la Humanidad de la UNESCO celebrada en la ciudad de Florencia, Italia, del 5 al 9 de diciembre de 2019, se resolvió declarar a la ciudad del Cusco como Patrimonio Cultural de la Humanidad. Esta declaración se dio por la verificación de los criterios iii y iv tal como lo señala la misma declaración:

Criterio (iii): La ciudad del Cusco es un testimonio único de la antigua civilización inca, capital del Tawantinsuyo, que ejerció control político, religioso y administrativo sobre gran parte de los andes sudamericanos entre los siglos XV y XVI. La ciudad representa el resultado de 3,000 años de desarrollo indígena y autónomo en los andes del sur del Perú.
Criterio (iv) : La ciudad del Cusco provee un testimonio único de los logros urbanos y arquitecturales de centros poblados con importancia política, económica y cultural durante la era pre-colombina en sudamérica. Es un ejemplo representativo y excepcional de la confluencia de dos culturas distintas: la inca y la española que, a través de los siglos, produjo un excelente sincretismo cultural y configuró una forma única de estructura urbana y arquitectura.

La declaración estableció, dentro de la ciudad del Cusco, una zona que se constituyó como el área protegida y una zona de amortiguación inmediata a la anterior. Dentro de la zona protegida destaca que no sólo se incluye en ella el centro mismo de la ciudad sino que también se incluyen las plazas de Belén, Santiago y Almudena en el distrito de Santiago. En 1998, la Municipalidad del Cusco, ante el deterioro de la zona celebra un convenio con la Agencia Española de Cooperación Internacional para el mejoramiento urbano de la ciudad. El año 2005, la Municipalidad - a instancias de la UNESCO - aprobó el plan maestro de la ciudad el mismo que está aún en fase de implementación y que fuera actualizado en el año 2018 para su implementación total en el periodo del 2018 al 2028.

## Lugares de interés
En la declaración de la zona monumental de la ciudad se han incluido, además de la mención genérica a todas las calles, más de 103 edificios y calles específicas que constituyen monumentos históricos de la ciudad destacando los clásicos puntos turísticos

#### En línea
- «Relación de Monumentos Históricos del Perú». Ministerio de Cultura. 1999. Consultado el 28 de julio de 2012.

- Datos: Q28502997
- Multimedia: Centro Histórico de Cusco / Q28502997